# Curt Hoffmann (Botaniker)
Curt Hoffmann (* 24. Oktober 1898 in Dahlen; † 1. Juni 1959 in Kiel) war ein deutscher Botaniker.

## Leben
Der Sohn des Dahlener Arztes Oskar Hoffmann und Bruder des Zoologen Hans Hoffmann besuchte ab 1909 das Königin-Carola-Gymnasium in Leipzig, das er während des Ersten Weltkrieges 1917 mit dem Notreifezeugnis verließ. Von 1917 bis 1924 studierte er – unterbrochen von der Kriegsgefangenschaft – Naturwissenschaften an der Universität Leipzig. Im Verlauf des Ersten Weltkrieges wurde er zum Kriegsdienst eingezogen und war von 1918 bis 1919 in britischer Kriegsgefangenschaft. Nach seiner Promotion am 24. Juni 1924 war er wissenschaftlicher Assistent des Karyologen Georg Tischler am Botanischen Institut der Universität Kiel.
Aus einer Freundschaft zu Wilhelm Nienburg entwickelte sich sein Interesse an der Algologie.
1937 wurde Curt Hoffmann Leiter des meeresbotanischen Laboratoriums des unter Adolf Remane neu errichteten Instituts für Meereskunde in Kiel, das im Zweiten Weltkrieg zerstört wurde.
Curt Hoffmann hatte nach 1945 wesentlichen Anteil am Neuaufbau dieses Instituts. 1946 wurde er außerordentlicher Professor und 1956 Ordinarius für Meeresbotanik an der Universität Kiel. Neben seiner Lehrtätigkeit richtete sich das Interesse seiner Forschungen insbesondere auf die Physiologie und Ökologie höherer Meeresalgen. 
Er war Mitherausgeber der wissenschaftlichen Fachzeitschrift Botanica Marina.

## Schriften (Auswahl)
- Ueber das diosmotische Verhalten von Beggiatoa mirabilis Cohn, Dissertationsschrift, 1924
- gemeinsam mit W. Ruhland: Beiträge zur Ultrafiltertheorie des Plasmas, in: Beiträge der mathematisch-physikalischen Klasse der Akademie der Wissenschaften zu Leipzig, Bd. 76, Leipzig 1924, S. 47–62
- gemeinsam mit W. Ruhland: Die Permeabilität von Beggiatoa mirabilis. Ein Beitrag zur Ultrafiltertheorie des Plasmas, in: Planta, Bd. 1, S. 1–83 (1925)
- Über die Durchlässigkeit kernloser Zellen, in Planta, Bd. 4, S. 584–605 (1927)
- Über eine in der Kieler Förde neu aufgetauchte Rotalge: Porphyra atropurpurea de Toni, in: Wissenschaftliche Meeresuntersuchungen Abteilung Kiel, N.F., Bd. 21, S. 1–9 (1928)
- Die Atmung der Meeresalgen und ihre Beziehung zum Salzgehalt, in: Jahrbuch wissenschaftlicher Botanik, Bd. 71, S. 214–268 (1929)
- Die Bestimmung des osmotischen Druckes an Meeresalgen, in: Planta, Bd. 16, S. 413–432